# Fredericktown (Ohio)
Fredericktown é uma vila localizada no estado norte-americano de Ohio, no Condado de Knox.

## Demografia
Segundo o censo norte-americano de 2000, a sua população era de 2428 habitantes.
Em 2006, foi estimada uma população de 2475, um aumento de 47 (1.9%).

## Geografia
De acordo com o United States Census Bureau tem uma área de
3,8 km², dos quais 3,7 km² cobertos por terra e 0,1 km² cobertos por água. Fredericktown localiza-se a aproximadamente 351 m acima do nível do mar.

## Localidades na vizinhança
O diagrama seguinte representa as localidades num raio de 20 km ao redor de Fredericktown.